# Mållsjön, Bohuslän
Mållsjön är en sjö i Uddevalla kommun i Bohuslän och ingår i Bäveåns huvudavrinningsområde. Sjön är 3 meter djup, har en yta på 0,212 kvadratkilometer och befinner sig 112,7 meter över havet. Sjön avvattnas av vattendraget Bäveån. Vid provfiske har abborre, gädda, mört och sutare fångats i sjön.

## Delavrinningsområde
Mållsjön ingår i det delavrinningsområde (648343-127947) som SMHI kallar för Mynnar i Bäveån. Medelhöjden är 106 meter över havet och ytan är 55,34 kvadratkilometer. Det finns inga avrinningsområden uppströms utan avrinningsområdet är högsta punkten. Bäveån som avvattnar avrinningsområdet har biflödesordning 2, vilket innebär att vattnet flödar genom totalt 2 vattendrag innan det når havet efter 13 kilometer. Avrinningsområdet består mestadels av skog (64 %), öppen mark (17 %) och jordbruk (11 %). Avrinningsområdet har 0,7 kvadratkilometer vattenytor vilket ger det en sjöprocent på 1,3 %. Bebyggelsen i området täcker en yta av 0,45 kvadratkilometer eller 1 % av avrinningsområdet.